# Niklas Natt och Dag
Niklas Natt och Dag (né le 3 octobre 1979 à Stockholm) est un écrivain suédois.

## Biographie
Niklas Natt och Dag a étudié à Kalmar de 2000 à 2003. Il a été rédacteur en chef du magazine Slitz entre octobre 2006 et octobre 2008, date à laquelle il est devenu indépendant.

## Œuvres
- 1793  (trad. du suédois par Rémi Cassaigne), 2017 (ISBN 978-3-492-06131-5)[1]
- 1794  (trad. du suédois par Rémi Cassaigne), 2019 (ISBN 978-3-492-06194-0)[2]
- 1795  (trad. du suédois par Rémi Cassaigne), 2021
- La Malédiction des Stensson, Sonatine, 2025

## Prix et récompenses
- 2017 : Prix Martin Beck de la meilleure première œuvre suédoise pour 1793[3].
- 2023 : Prix des auteurs japonais de romans policiers du meilleur roman étranger pour 1794 et 1795[4],[5].